# Timmia sphaerocarpa
Timmia sphaerocarpa là một loài rêu trong họ Timmiaceae. Loài này được Y. Jia & Y. Liu mô tả khoa học đầu tiên năm 2006.